# Arturo Corcuera
Daniel Arturo Corcuera Osores (Salaverry, 30 de septiembre de 1935-Lima, 21 de agosto de 2017)  fue un reconocido poeta peruano. Era hermano del también poeta Marco Antonio Corcuera y padre del cineasta Javier Corcuera.

## Biografía
Sus primeros estudios escolares los realizó en Trujillo, en el Colegio Seminario San Carlos y San Marcelo, donde conoció a Víctor Raúl Haya de la Torre en una visita que este hizo al colegio en su condición de exalumno.
En 1963 finaliza sus estudios de literatura en la Facultad de Letras de la Universidad Nacional Mayor de San Marcos, en Lima; luego realiza su perfeccionamiento, en Literatura, en la Universidad de Madrid, desde 1964 hasta 1966.
De su poemario Noé delirante se han realizado once ediciones, cuatro de ellas con ilustraciones de la artista plástica Tilsa Tsuchiya. Una de las reimpresiones, en 1990, alcanzó una edición de cuarenta mil ejemplares. 
Corcuera, llamado por cierta crítica el mago de la palabra, fue invitado y asistió a más de un centenar de acontecimientos poéticos y culturales en América, Asia y Europa.  
En 1972 representó al Perú en la Bienal de Poesía de Knokke, en Bélgica. En 1974 integró el jurado del concurso Casa de las Américas de Cuba y en 1984 dirigió la asamblea poética del Congreso Mundial de Escritores La Paz, Esperanza del Planeta, celebrada en la ciudad de Sofía, Bulgaria. Últimamente dirigía en Lima la revista de poesía Transparencia.
En su obra, de fina y delicada expresión, alternan lo intimista y lo social. En el transcurso del presente año, fue cesado de la coordinación de actividades culturales de la Universidad San Marcos de Lima, conjuntamente con César Lévano.
Recibió el Premio Feria Internacional del Libro 2017 en reconocimiento a su trayectoria, en mérito a la construcción de "un universo poético singular, donde lo lúdico nace de los recursos retóricos y fonéticos de la lengua española para iluminar la realidad, dándole un nuevo significado, delicado y curioso, no solo a las palabras mismas, sino también a todo aquello que compone la propia realidad". Fue el último homenaje que recibió en vida. El destacado poeta, autor de más de 20 libros, falleció a los 81 años.

## Obra
- Cantoral (1953)
- Noé delirante (1963)
- Primavera triunfante (1964)
- Territorio Libre (Lima: Ediciones Cuyac, 1966)
- Las Sirenas y las estaciones (Lima: Editorial Jurídica, 1967)
- Poesía de clase (Lima: Ediciones La Rama Florida y la Biblioteca Universitaria, 1968)
- La Gran jugada o crónica deportiva que trata de Teófilo Cubillas y el Alianza Lima (Lima: Ediciones Arte Reda, 1974)
- Puente de los suspiros (Lima: Arte/Reda, 1976)
- De los Duendes y la Villa de Santa Inés" (Lima: Editorial Ames, 1977)
- Corea Monte de diamante (1984)
- Fábulas /cuentos y adivinanzas (s/f) Librería importadora-editora y distribuidora «Lima». Lima
- Los amantes (1978)
- Prosa de juglar (1992)
- Canto y gemido de la Tierra (1998)
- Puerto de la memoria (2001)
- Sonetos del viejo amador (2001)
- Parajuegos (2002)
- Tarzan e il Paradiso perduto. Antologia Poetica, Trieste, FrancoPuzzoEditore 2003. ISBN 978-88-88475-07-3
- A bordo del arca, Premio Casa de las Américas 2006
- Vida cantada. Memorias de un olvidadizo (2017)

Colecciones
- Cantoral (1953)
- El grito del hombre (1957)
- Sombra del jardín (1961)

## Obra publicada en antologías
- Tres poetas: Cecilia Bustamante, Jorge Bacacorzo, Arturo Corcuera, Lima, Ediciones Pro-Hombre, 1956.

## Premios
- Premio Nacional de Poesía 1963
- Premio internacional de poesía Atlántida 2002
- Premio Internazionale di Trieste di Poesia 2003
- Premio Casa de las Américas 2006 por A bordo del arca
- Premio Feria Internacional del Libro 2017[2]
- Orden Rubén Darío de Nicaragua 2017[3]